# Tomme des Pyrénées

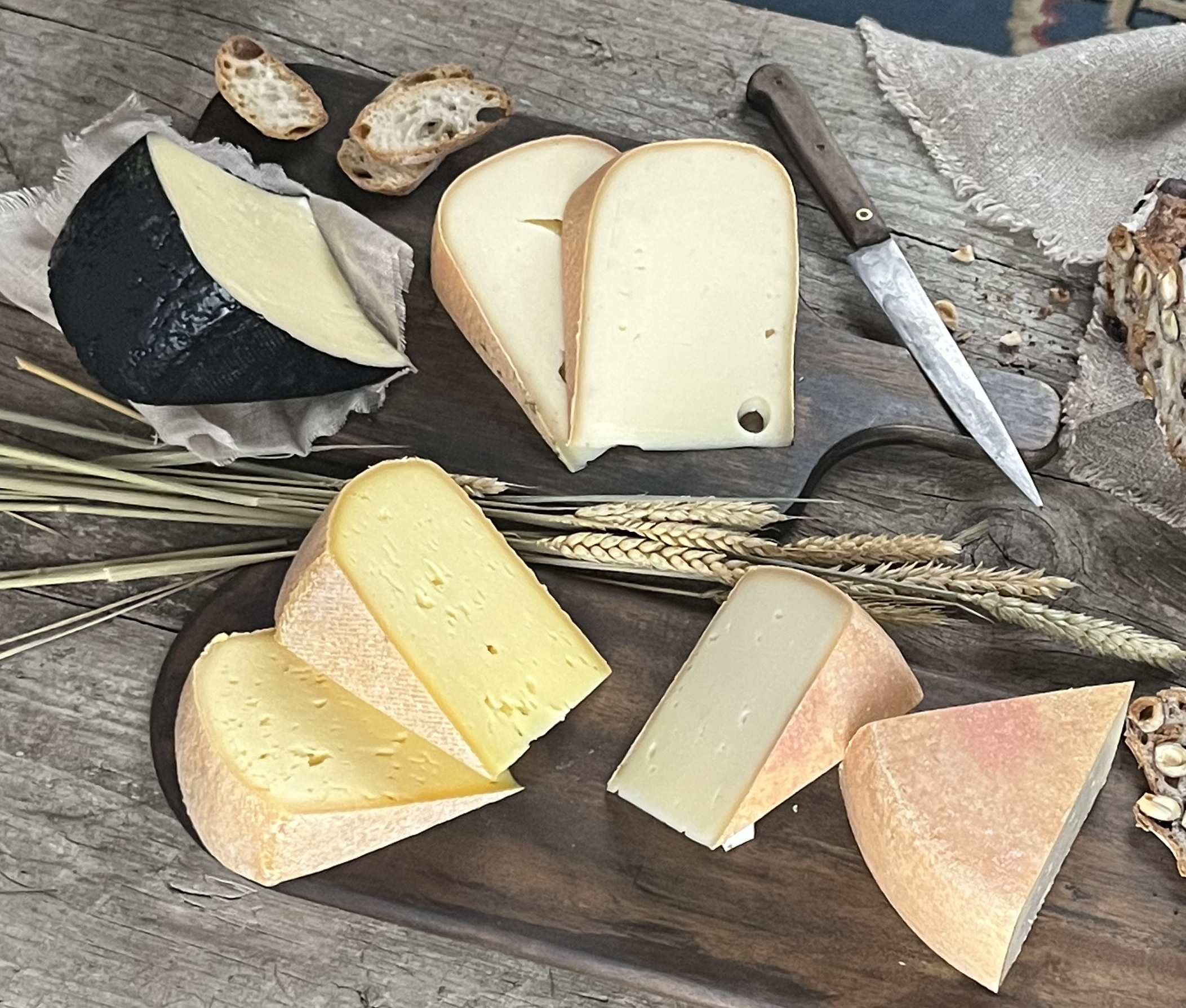
Plateau de fromages Tomme des Pyrénées

La tomme des Pyrénées est un fromage à la texture pressée ou semi-dure, fabriqué à partir de divers types de lait : lait de vache (cru, pasteurisé, ou traité thermiquement) ou de mélanges de lait, comme vache/brebis, chèvre/brebis, vache/chèvre, ou au lait de chèvre (cru ou traité thermiquement). Sa fabrication est assurée par des producteurs fermiers, artisanaux ou industriels.
La tomme des Pyrénées est reconnaissable par sa croûte, qui peut être de couleur noire ou dorée, ainsi que par son goût à la fois fruité et légèrement acidulé.
Ce fromage est élaboré dans la région des Pyrénées françaises, et son appellation est protégée en tant qu'Indication Géographique Protégée (IGP).
Ce fromage est profondément enraciné dans la culture et le patrimoine des Pyrénées. Qu'ils soient issus du lait de brebis, de vache ou de chèvre, chaque région, voire chaque vallée, possède sa propre méthode de fabrication du fromage, contribuant ainsi à la grande variété des produits du terroir, témoignant de la longue tradition des producteurs des Pyrénées.
Certaines vallées ne produisent pas de fromage ou ont seulement quelques producteurs isolés, tandis que d'autres, comme le Béarn et le Pays basque, ont fait du fromage une véritable spécialité. Certains fromages ou sites de production autrefois renommés ont disparu, mais d'autres semblent renaître, du moins localement.

## Histoire et tradition

### Origine et premières mentions
L'élevage pour la production du lait cru et sa transformation en fromage est une activité ancienne dans les Pyrénées. D'après une tradition locale, Louis VI le Gros aurait goûté du fromage pyrénéen à Saint-Girons au XIIe siècle. Durant des siècles, la fabrication de fromage dans les Pyrénées se limite à des petites productions familiales fermières.
La fabrication de tommes pyrénéennes va se développer au XIXe siècle. Elle devient alors une transformation artisanale. En 1871, 95 % de la production laitière est valorisée en fromage, d'où des difficultés pour les villes de se fournir en lait. C'est pourquoi, Auguste Calvet, garde général des forêts, est chargé par le préfet de limiter ce phénomène et de réorganiser la filière. Il va alors s'inspirer de ce qui se passe dans le Jura, en réorganisant la filière grâce à la création de fruitières. Il s'agit de structures dans lesquelles les agriculteurs amènent leur lait afin qu'il soit transformé. Les revenus résultant de la vente des produits sont alors divisés entre le transformateur et l'éleveur. A. Calvet s'occupe de leur création entre 1870 et 1875.

### D'une production familiale à une fabrication artisanale et industrielle
L'activité de transformation prend une forme industrielle à la fin du XIXe siècle. En effet, un rapport de 1886 fait état d'un industriel de Saint-Girons qui va acheter du lait à plus de 30 km de son domicile. Ce dernier récupérant entre 700 et 800 litres chaque jour. Le litre coûtant alors entre 0,10 et 0,14 centimes. En parallèle, les fruitières fonctionnent et le développement de la filière se poursuit ; le conseil général de Foix demande en 1899 qu'une école pour l'industrie laitière soit mise en place afin de développer et d'améliorer les techniques de transformation en fromage. Cette école fruitière est créée en 1913 dans la commune de Lannemezan. Deux des principales fruitières sont alors celles de Bethmale et de Montferrier. Historiquement centrée autour de Saint-Girons, la zone géographique de production de la tomme s'étend alors dans l'ensemble du massif des Pyrénées avec le développement des fruitières. Enfin, dans le but de faire connaître leur fabrication, les fruitières participent à divers concours agricoles à travers la France. La fruitière de Bethmale obtient ainsi de nombreuses médailles (l'or à Toulouse en 1895, l'or à Paris en 1899 et 1912...). Les fruitières vont par la suite perdre de leur importance au profit des industriels. C'est ainsi qu'en 1954, la dernière fruitière ferme ses portes.

### Organisation de la filière
Portée par l'Association des Fromagers des Pyrénées (AFP), la dénomination « tomme des Pyrénées » et les méthodes d'obtention du lait et du fromage qui lui sont attachées se voient encadrées par un label rouge en 1981. Cependant, alors que traditionnellement la tomme est élaborée à base de lait de vache, de lait de brebis ou de lait de chèvre, le label n'est destiné qu'aux fromages produits avec du lait de vache pasteurisé. Qui plus est de nombreux producteurs de tommes utilisent exclusivement du lait cru.
En 1996, les Indications géographique protégées sont créées, la Tomme des Pyrénées label rouge obtient alors automatiquement l'IGP. Une des ambitions majeures de cette IGP est l'ouverture sur de nouveaux marchés, notamment des marchés extra-européens. La Tomme des Pyrénées au lait pasteurisé répond parfaitement à cette ouverture puisqu'une des normes du Codex Alimentarius impose dans le cadre des échanges de produits laitiers, que le lait soit pasteurisé.
Dès lors, de nombreux producteurs de tommes à base de lait cru, ou de lait autre que le lait de vache se sentent lésés. En effet, l'IGP les empêche d'utiliser le terme Pyrénées dans la dénomination de leur produit. C'est pourquoi, les différents acteurs se fédèrent au sein de l'Association des fromagers fermiers et artisanaux des Pyrénées (AFFAP). Cette dernière souhaitant une modification du cahier des charges de l'IGP Tomme des Pyrénées. Cependant, seule l'AFP, détentrice de l'IGP, peut lancer un processus de modification. Cette dernière refusant alors catégoriquement toute modification du cahier des charges.
En 2009, après des années de négociation entre les différents acteurs, l'AFP enclenche un processus de modification du cahier des charges auprès de l'INAO. Cette modification porte essentiellement sur deux points : une extension de l'aire géographique de l'IGP aux massifs des Pyrénées-Orientales et de l'Aude, et une plus grande variété dans le type de lait pouvant être utilisé pour produire la Tomme (lait cru, lait de chèvre, lait de brebis...). L'INAO lance alors en 2010 une commission de réflexion pour étudier la faisabilité d'une modification du cahier des charges. Deux ans de travail vont être nécessaires à cette dernière. En effet, il s'agissait pour l'INAO d'un dossier compliqué : faire entrer dans un cahier des charges des produits d'une grande diversité. Enfin, en 2012, une étape cruciale dans le processus de reconnaissance est lancée avec la constitution d'une commission d'enquête par l'INAO.
Deux enquêteurs ont effectué deux visites sur le terrain avec l'objectif de faire progresser le dossier. Les opérateurs historiques ont finalement reconnu qu'une gamme de produits plus large, associée à une Indication Géographique Protégée (IGP) plurielle, pourrait contribuer à valoriser davantage et à dynamiser les régions. Les producteurs de l'AOP Ossau Iraty, qui avaient initialement exprimé leur opposition au projet, ont accepté la démarche à condition que le fromage pur brebis ne soit pas inclus dans les spécifications de l'IGP Tomme des Pyrénées.
Du côté de l'INAO, il a été nécessaire de convaincre que des critères favorisant la diversité ne signifient pas nécessairement des normes de fabrication moins rigoureuses. L'IGP Tomme des Pyrénées maintient son identité en préservant des procédés de fabrication fidèles aux traditions et au savoir-faire local. Ce fromage, appartenant à la famille des pâtes non cuites, se distingue par quelques caractéristiques distinctives, notamment une forme ronde, une croûte régulière et une pâte souple.
En mai 2020, dix ans après l'ouverture du dossier et près de 25 ans après la première demande des producteurs fermiers, l'IGP Tomme des Pyrénées a obtenu l'élargissement de son cahier des charges pour inclure les laits pasteurisés de chèvre et mixtes, ainsi que les laits crus de vache, de chèvre et mixtes. De plus, sa zone géographique d'origine s'étend désormais aux zones de montagne de l'Aude et des Pyrénées-Orientales. Cela a enfin permis de rassembler l'ensemble de son territoire, couvrant ainsi l'ensemble de la région des Pyrénées.

### l'IGP Tomme des Pyrénées

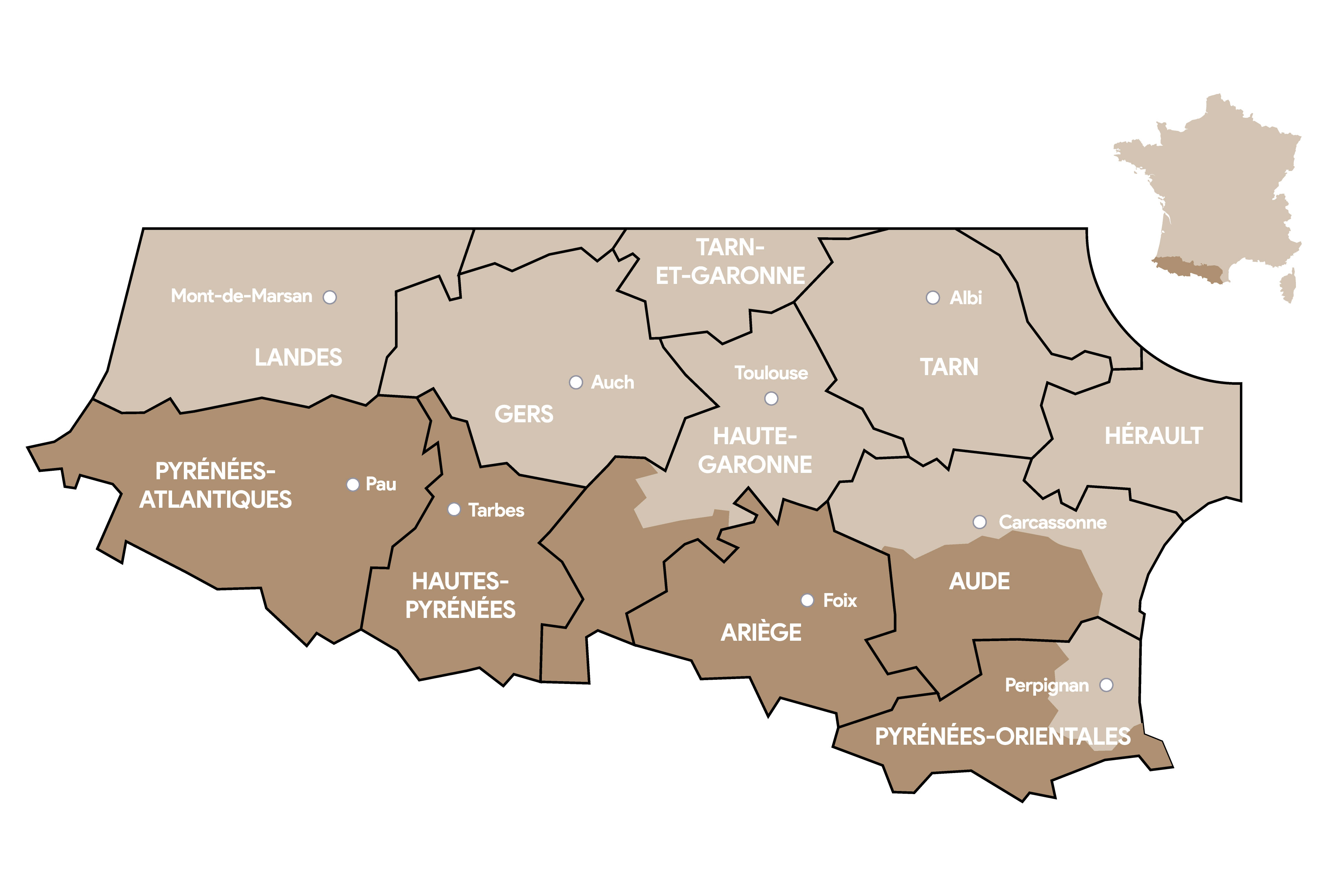
Carte IGP Tomme des Pyrénées

Depuis le 26 mai 2020, le cahier des charges stipule que le fromage doit être fabriqué à partir de lait cru, thermisé ou pasteurisé et peut être élaboré à partir de lait de vache, de chèvre, de mélange (vache/brebis, chèvre/brebis, vache/chèvre). 
Les productions laitières, fermières et artisanales de la zone du massif pyrénéens sont toutes éligibles à l’IGP dès lors qu’elles sont habilitées.
Caractéristiques :
• Les animaux pâturent au moins 3 mois minimum par an pour le lait cru
• Au moins 25 % de leur ration fourragère annuelle est constituée d'herbe pâturée, séchée ou affouragée
• Au moins 70 % des fourrages qui constituent la ration proviennent de l'aire géographique protégée
• La traite est réalisée par le producteur 1 ou 2 fois par jour.
Durée d’affinage allant de 21 à 90 jours selon le lait et le mode de production (pasteurisation ou lait cru).

## Terroir de production du lait, du fromage et de son affinage

### Départements et régions concernés

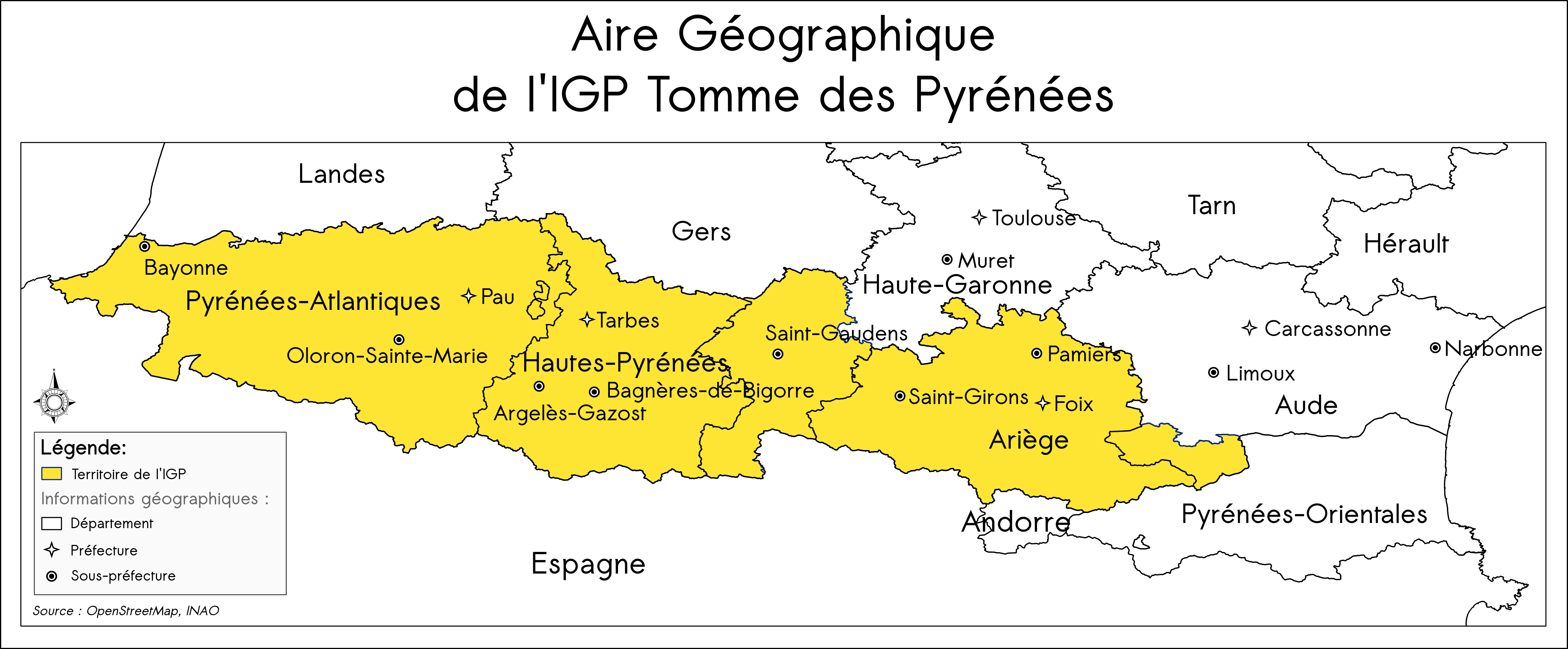
Aire d'appellation jusqu'en 2020.

La zone de production du lait, de fabrication et d'affinage des fromages permettant l'obtention du label concerne six départements et deux régions administratives : 
- en Nouvelle Aquitaine : Pyrénées-Atlantiques ;
- en Occitanie : Ariège, Hautes-Pyrénées, Haute Garonne, Aude, Pyrénées-Orientales.

Les communes concernées sont les suivantes :
- l'ensemble des communes des départements des Pyrénées-Orientales, de l'Ariège, des Hautes-Pyrénées et des Pyrénées-Atlantiques ;
- l'ensemble des communes de l'arrondissement de Saint-Gaudens dans le département de la Haute-Garonne ;
- l'ensemble des communes des cantons d'Axat et de Belcaire dans le département de l'Aude.

## Le fromage

### Définition du cahier des charges de l'appellation
La tomme des Pyrénées est un fromage au lait de vache, de brebis ou de chèvre (le lait de brebis ne pouvant être utilisé qu’en mélange) pasteurisé, à pâte semi pressée à croûte noire ou dorée, d’un diamètre de 210 à 240 mm, d’un poids de 3,5 kg à 4,5 kg, d’un extrait sec total de 53 % pour un gras sur sec de 50 %, affiné pendant 21 ou 45 jours au moins.

## Caractéristiques
La Tomme des Pyrénées est un fromage à pâte semi-dure non cuite. Sa forme est cylindrique régulière à deux faces planes et parallèles avec des bords arrondis.

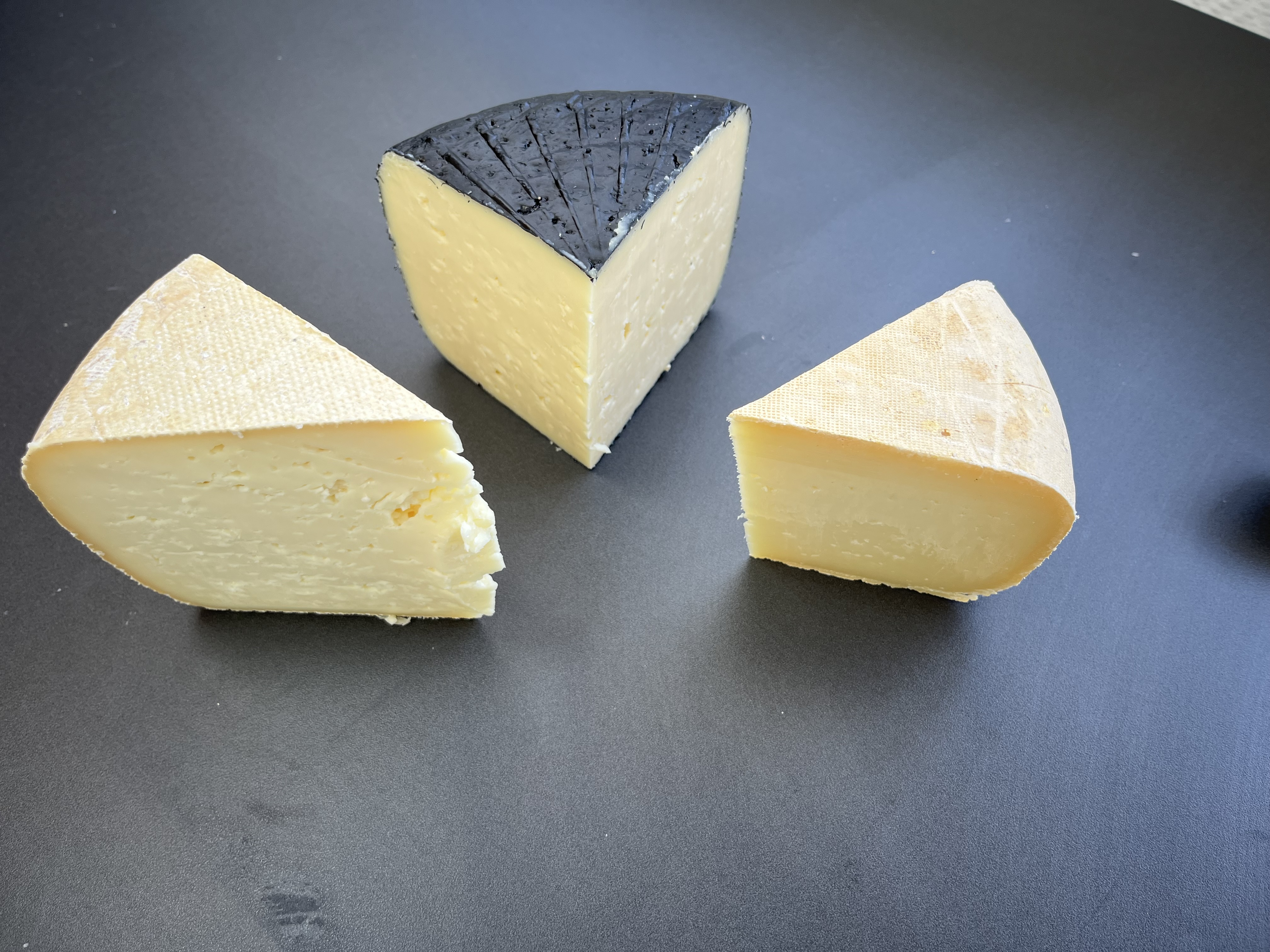
3 fromages Tomme des Pyrénées

Ce fromage se présente avec un rapport diamètre / hauteur compris entre 2 et 3.
Son poids est compris entre un minimum de 400 grammes et un maximum de 5,5 kilogrammes.
Le fromage contient au minimum 53 grammes de matière sèche pour 100 grammes de produit et 24 grammes de matière grasse pour 100 grammes de produit fini. 
La croûte est de couleur orangée associée à au moins du blanc, du jaune, du gris avec un aspect lisse acceptant quelques rugosités. Les tommes au lait traité thermiquement et présentant un poids supérieur à 1,5 kg et au maximum à 5,5 kg peuvent faire l’objet d’un enrobage (en paraffine) noir ou doré.
La pâte a une couleur homogène et uniforme, de blanche à jaune en passant par l’ivoire ; sa texture est souple et fondante, onctueuse et homogène avec généralement des ouvertures de forme et de dimension irrégulière réparties de manière homogène ; au fur et à mesure de l’affinage, la texture se raffermit. Le goût de la Tomme des Pyrénées évolue entre des arômes de sérum frais et des arômes plus prononcés sans excès d’amertume, en fonction de la durée d’affinage et de la nature du lait mis en œuvre

## Chiffres des productions commerciales
En 2022, la production de Tomme des Pyrénées s'élève à 4 000 tonnes dont 500 tonnes au lait cru.
310 éleveurs fournissent leurs laits à 10 fromageries artisanales, 3 fromageries industrielles. L'appellation compte en outre 50 producteurs fermiers répartis dans la chaîne pyrénéenne.

## Fabrication
Les fromages issus de la production fermière sont élaborés suivant huit grandes étapes :
- Ensemencement

Dans cette première étape, des ferments lactiques sélectionnés, également appelés flore lactique, sont introduits pour acidifier le fromage. Ces ferments, d'origine naturelle, enrichissent les bactéries présentes naturellement dans le lait. L'ensemencement est de courte durée suivie d'une phase de maturation qui dure environ 30 minutes.
- Emprésurage

Cette étape vise à former le caillé. La présure est généralement ajoutée à une température d'environ 32 °C dans le cas d'une fabrication avec du lait cru. Conformément aux exigences du cahier des charges, cette température doit obligatoirement rester en dessous de 40 °C, sachant que la limite de thermisation est fixée à 60 °C. La coagulation du caillé prend entre 30 et 45 minutes, ne devant pas dépasser une heure.
- Découpe du caillé et réchauffage

Un outil appelé tranche-caillé est utilisé pour découper le caillé, accélérant ainsi la séparation du lactosérum, ou petit-lait. Les techniques de découpe varient en fonction des traditions locales, ce qui contribue à la diversité caractéristique de la Tomme des Pyrénées. Après la découpe, le caillé est brassé et chauffé. Les directives de l'IGP imposent une température en deçà de 45 °C pour cette opération, mais en pratique, on maintient la fourchette entre 35 et 40 °C.
- Moulage

La Tomme des Pyrénées est moulée dans des moules cylindriques, dont le diamètre varie selon la taille souhaitée pour la tomme, qui peut peser entre 400 g et 5,5 kilos.
- Pressage ou le non pressage

L'opération de pressage est facultative dans la fabrication de la Tomme des Pyrénées. En général, les pâtes pressées sont privilégiées dans la partie ouest de la chaîne pyrénéenne, tandis que les pâtes non pressées sont typiques de l'est. La décision d'effectuer ou non le pressage influence la texture, l'apparence de la pâte (plus ou moins ouverte), ainsi que la forme de la tomme.
- Retournements

Après le moulage, et éventuellement le pressage, les tommes doivent être retournées régulièrement. Cette étape est essentielle pour faciliter l’égouttage et garantir une forme uniforme sur les deux faces des fromages.
- Salage

Une fois la fermentation et l’égouttage terminés, le fromage est salé soit dans une saumure, soit avec du sel sec. Cela permet de développer une croûte et d'assurer une meilleure conservation du produit.
- Affinage

Le fromage est ensuite placé en cave d'affinage, où il bénéficie de soins réguliers. Le cahier des charges de l'IGP fixe une durée minimale d'affinage : 60 jours pour les tommes au lait cru de vache ou de chèvre, et 90 jours pour les tommes mixtes. Cela permet aux arômes propres à chaque ferme de se développer, garantissant ainsi la typicité des Tommes des Pyrénées au lait cru.

## Consommation

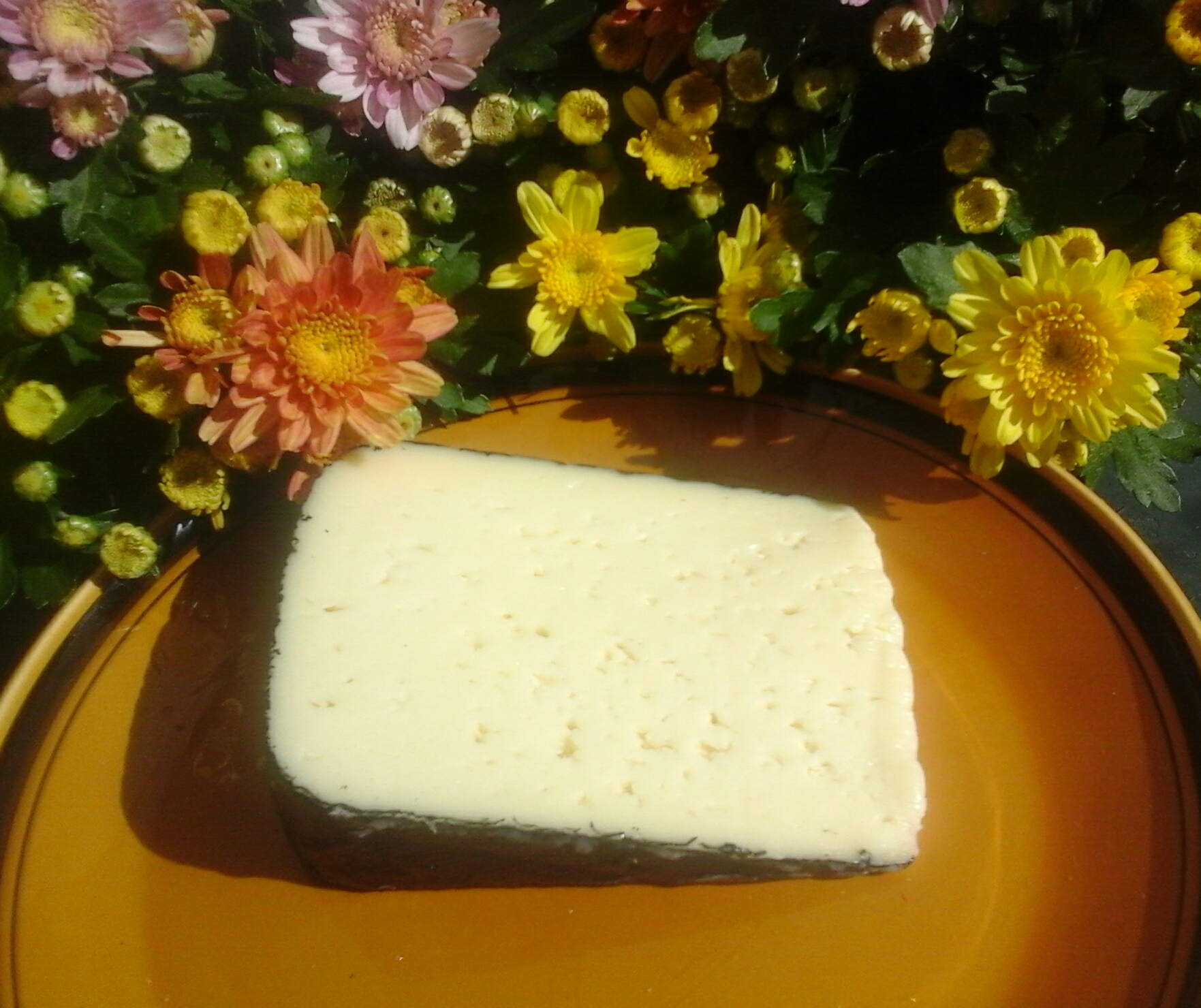
Tomme des Pyrénées.

### Accords
La Tomme des Pyrénées offre une pluralité de saveurs, qui varie en fonction des pratiques d'élevage, de la durée d'affinage et bien sûr du type de lait entrant dans son élaboration.
Un pinot blanc d'Alsace ou un Crozes-Hermitage blanc se marieront parfaitement avec ce fromage. En rouge, un Cahors ou un Madiran sont également d'excellents choix. La Tomme des Pyrénées peut se déguster accompagnée de fruits secs, comme des noix, des amandes ou des raisins secs.